# Bolem
Bolem est un village du Cameroun situé dans l'arrondissement (commune) de Fundong, le département du Boyo et la Région du Nord-Ouest.

## Population
Lors du recensement national de 2005, Bolem comptait 1 291 habitants.
Une étude locale de 2012 évalue la population de Bolem à 2 648 personnes.

## Environnement
Bolem se trouve dans la réserve forestière de la crête d'Ijim (Ijim Ridge).